# جرج اومالی
دکتر جرج اومالی (به انگلیسی: George O'Malley) از شخصیت‌های اصلی سریال آناتومی گری است و تی آر نایت این نقش را ایفا کرده‌است.